# Moonbeam IV
Moonbeam IV è uno yacht a vela costruito a Fairlie nel 1928 nel cantiere navale dell'architetto scozzese William Fife.
Come gran parte degli yacht di Fife ancora in attività, naviga soprattutto nel Mediterraneo dove partecipa alle regate. il suo porto d'attracco attuale si trova a Cannes.

## Storia
Moonbeam IV fu costruito nel 1914 per Charles Plumtre Johnson, ma venne completato solo nel 1920, dopo la prima guerra mondiale. Nel 1926, Johnson lo vendette a Henry Sutton, anche lui membro del Royal Yacht Squadron. Nel 1950, lo yacht venne comperato dal principe Ranieri che lo ribattezzò Deo Juvante (il motto della famiglia Grimaldi) e, nel 1956, ospitò la luna di miele di Ranieri e Grace Kelly .